# 將軍澳海濱公園

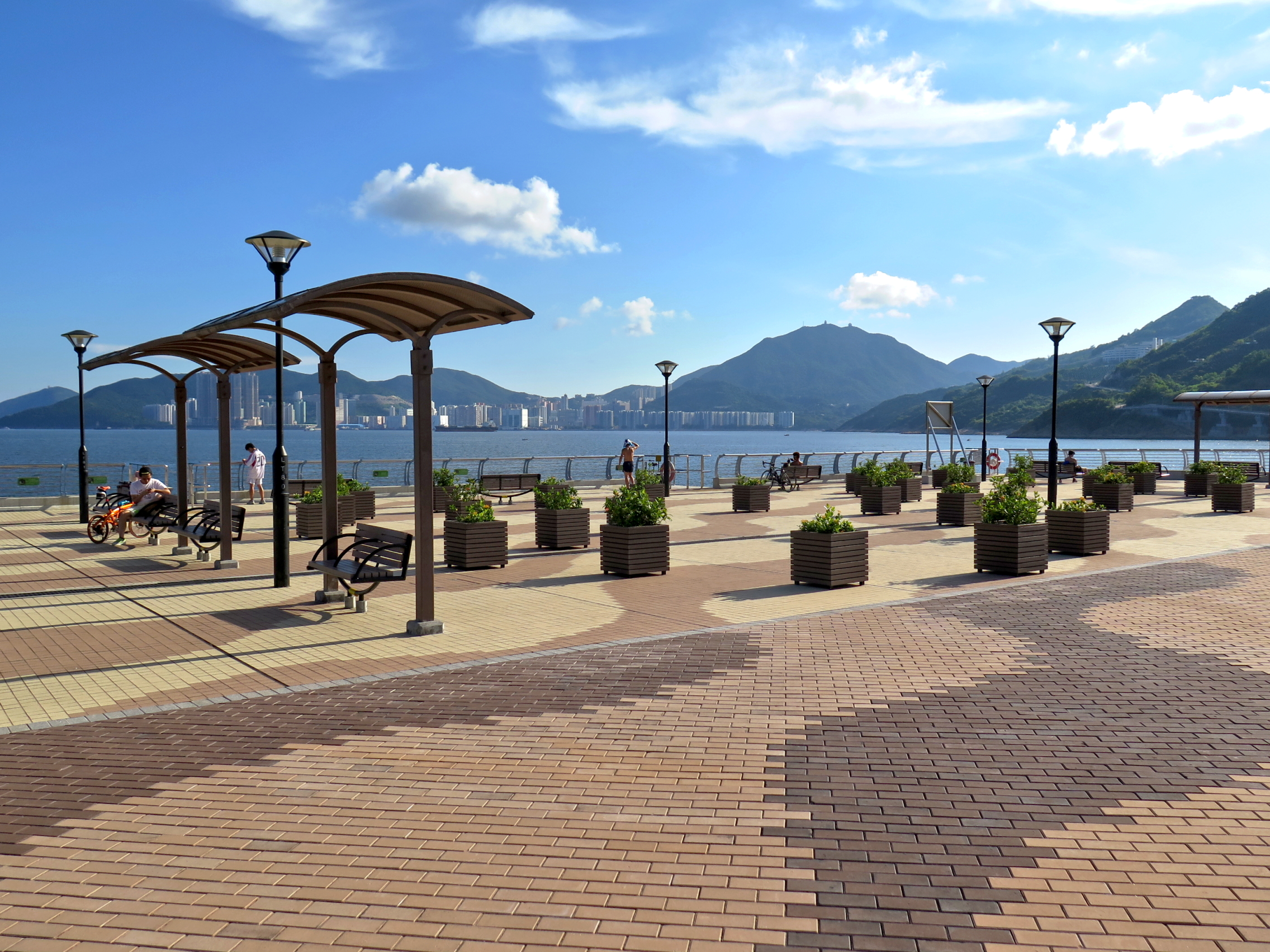
觀景台

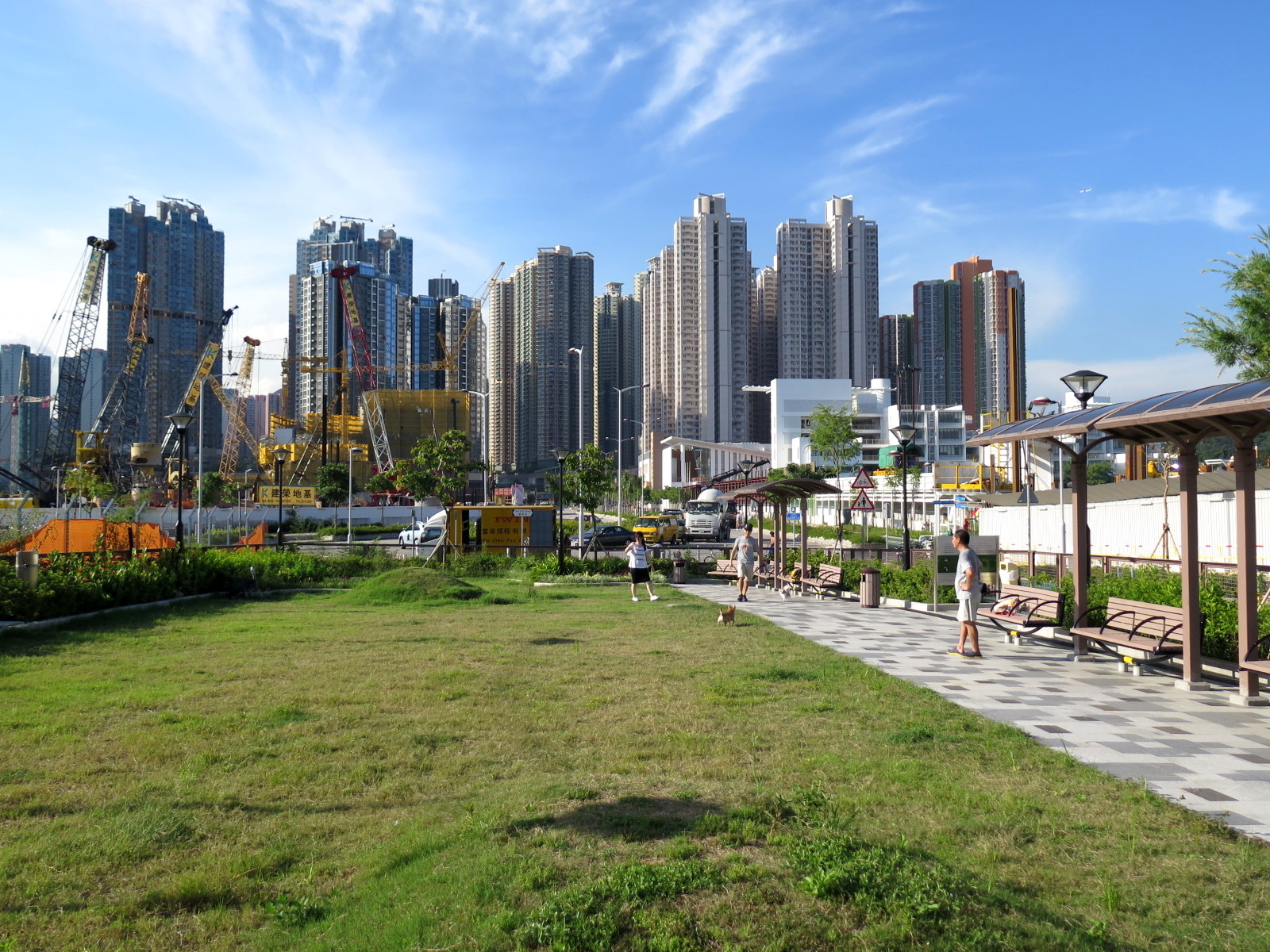
寵物公園

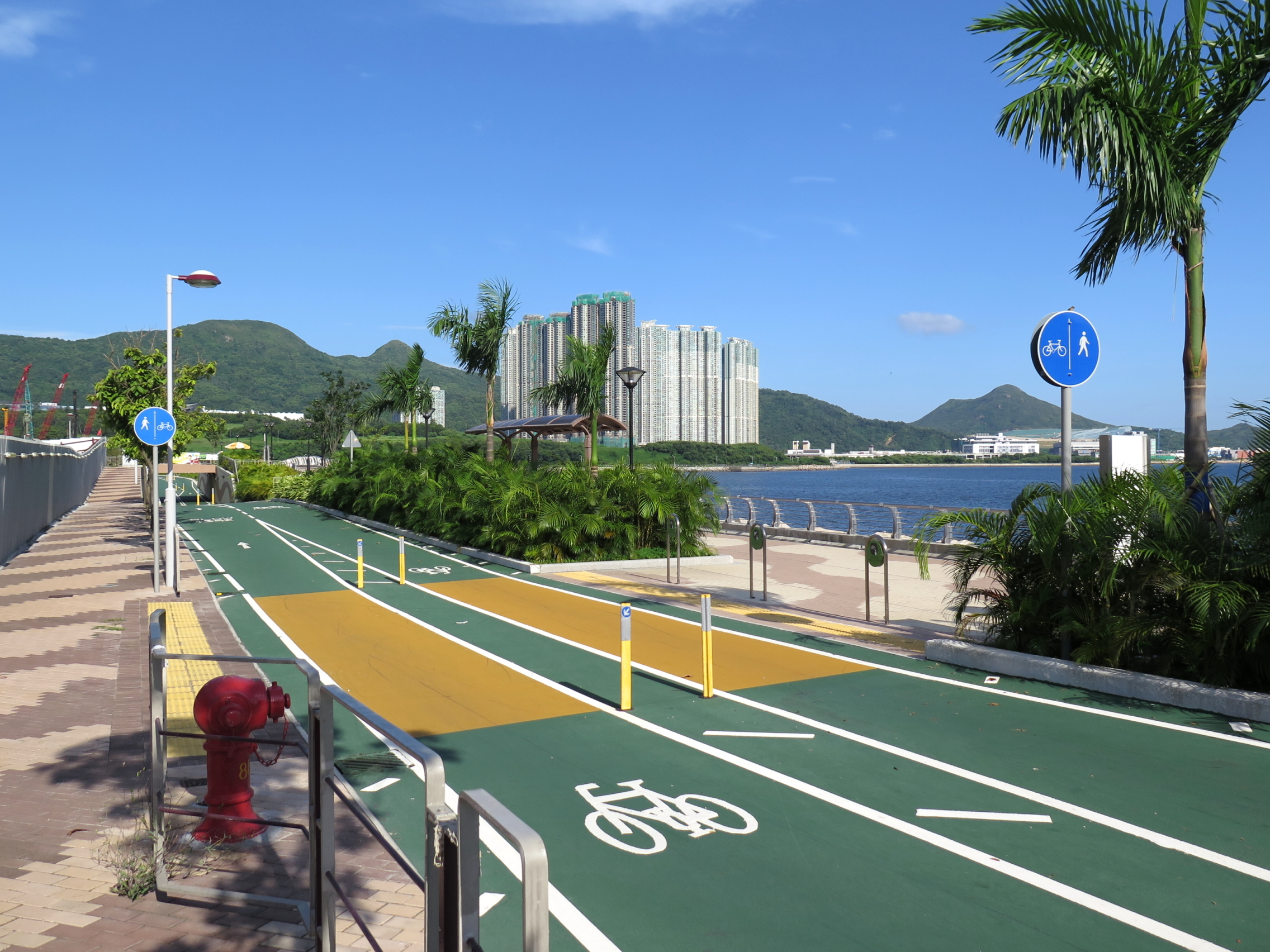
單車徑

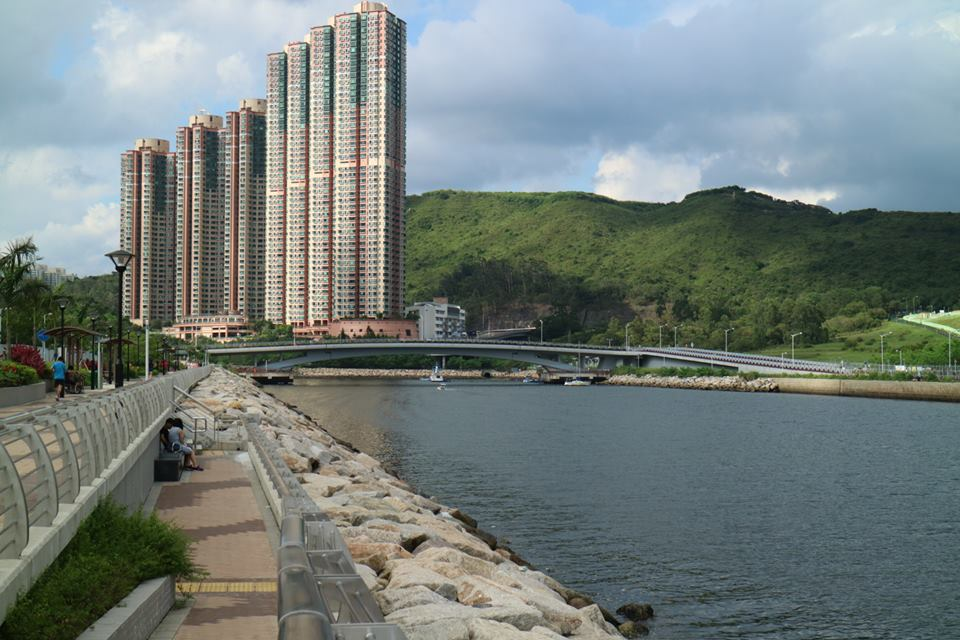
海濱公園遠看清水灣半島

將軍澳海濱公園（英語：Tseung Kwan O Waterfront Park）是一處位於香港新界將軍澳新市鎮的海濱公園，全長1.6公里，連接將軍澳市中心至調景嶺。海濱公園由土木工程拓展署負責興建，工程費約為9,200萬元，於2013年11月16日對外開放。公園設有行人路及單車徑。單車徑和海濱公園的入口位於唐賢街、唐俊街及至善街。遊人於公園長廊可以觀賞到日出康城、將軍澳海域及將軍澳跨灣連接路，以至鯉魚門海峽及港島柴灣一帶的景色。

## 設施
除單車徑外，海濱公園附設休閒區和綠化地帶，市民可在此欣賞海港及港島東景色、跑步及釣魚等；公園內亦設有佔地648平方米的寵物公園及洗手間；公園的東南面設有「將軍澳南梯台」，可供船隻泊岸，有些人更會在這裡釣魚。

## 跨海天橋
在將軍澳東邊水道的北端附近，建有一條約140米的跨海橋，稱為「北橋」，供予行人及騎單車人士使用，連接將軍澳市中心南部及將軍澳南海濱長廊。跨海橋西面設有一部升降機，東面則設有一段斜路到海濱公園上。橋底兩端各設有2個觀景台，供予公眾觀景及釣魚。
在將軍澳東邊水道南端（海濱長廊中段位置附近）擬建的一條跨海橋，稱為「南橋」，正在進行初步設計，預計連同附近的水務及污水設施，合共將會耗資約3億港元興建，其中南橋約1.91億，項目於2020年12月16日獲立法會財委會通過，預計2023年下半年竣工。惟橋上衹建有行人路，不會有單車徑，預料採用類似香港單車館旁的共融通道方案（即行人及單車共用同一條路）。南橋將會連接將軍澳南海濱長廊77區及將軍澳海濱公園68區（將軍澳南私人屋苑MONTEREY一帶）。

## 未來發展
在將軍澳東邊水道南端（海濱長廊中段位置附近）擬建的一條跨海橋，稱為「南橋」，預計連同附近的水務及污水設施，預計2021年第一季動工，2023年下半年竣工，連接將軍澳南海濱長廊及將軍澳海濱公園（將軍澳南私人屋苑MONTEREY一帶）。
此外，於將軍澳海濱公園寵物公園及洗手間附近一片草地將興建將軍澳第68區市鎮公園，公園以「海綿城市」概念設計，擬建設施：
- 園景花園；
- 中央大道（部分）
- 兒童遊樂處
- 單車公園（兒童）
- 單車租賃亭
- 健身設施
- 緩跑徑
- 兩個籃球場
- 優化現時將軍澳海濱公園的海濱長廊
- 重置及擴建將軍澳海濱公園的寵物公園
- 輔助設施包括公園辦事處、洗手間、育嬰間、飲水器設施、儲物室及車輛上落貨處等

## 鄰近地方
- 將軍澳南海濱長廊
- 維景灣畔
- CAPRI
- 藍塘傲
- 帝景灣
- 海天晉
- MONTEREY
- 海翩滙
- 雍明苑
- SAVANNAH

## 交通
將軍澳海濱公園一端接近港鐵將軍澳綫調景嶺站，而連接將軍澳南海濱長廊的另一端則位於康城站，兩岸由跨海橋連接；市民亦可從將軍澳站步行至海濱公園。
市民可分別由港鐵調景嶺站A2出口經景嶺路步行至將軍澳海濱公園，或由康城站B出口經THE LOHAS商場步行至將軍澳南海濱長廊。市民亦可由將軍澳站A2出口轉右沿唐俊街經播道書院到達將軍澳海濱公園，步行時間約10分鐘。

## 重大事件及意外

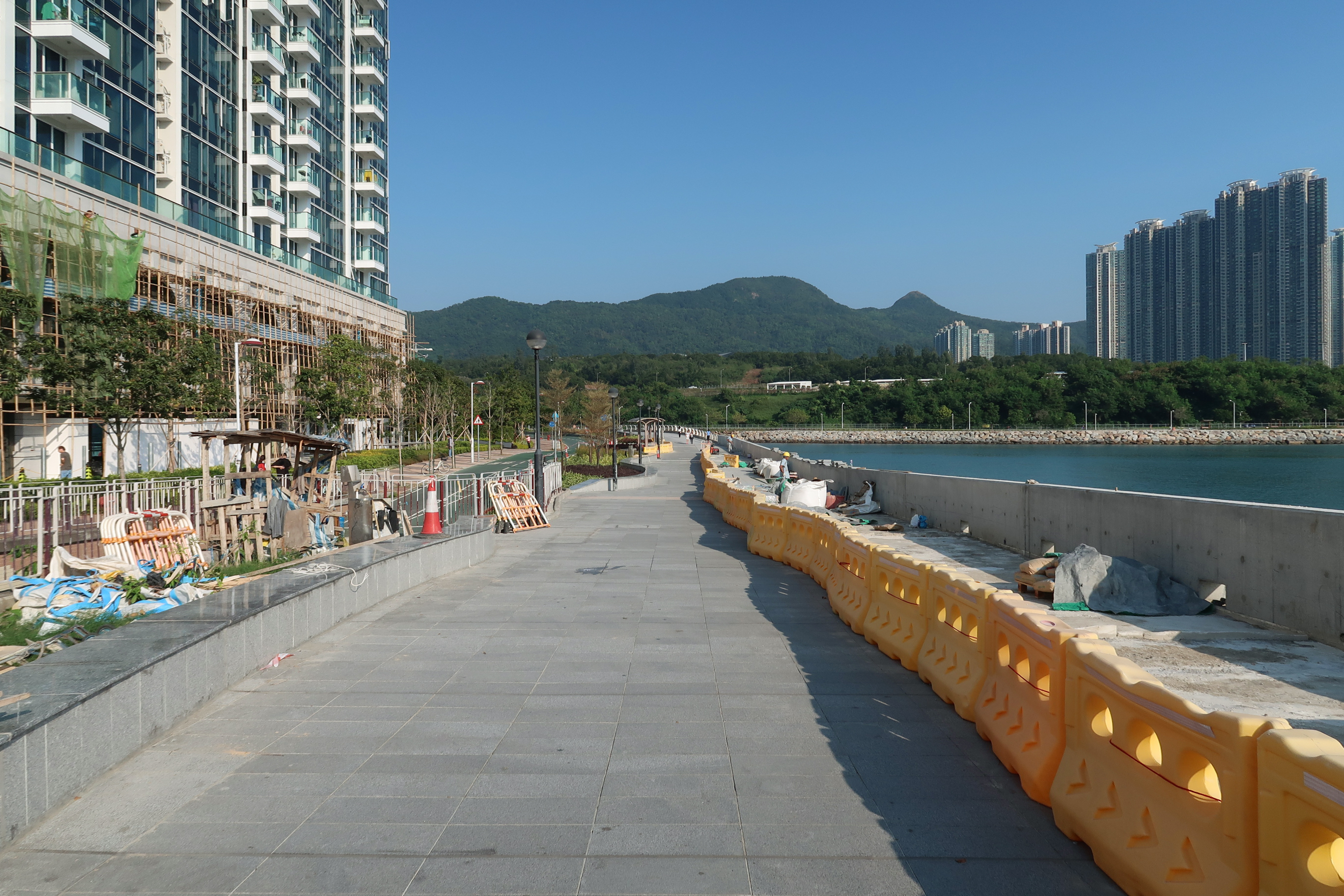
2019年復修後的海濱長廊，牆身改為混凝土。而行人路地磚不再採用環保磚

2014年9月颱風海鷗襲港後，區內居民發現部份路面滿佈沙泥，大樹、長凳和欄桿翻倒在單車徑上，椅子被吹毀、單車徑亦見爆裂；有沙井蓋疑被海水沖到遠處，疑因颱風引發海水倒灌所致。日出康城區議員方國珊質疑承建商偷工減料，政府監督工程不力。網上「將軍澳主場」facebook專頁有區內居民張貼圖片，顯示長廊多處淪為爛地，居民紛紛表示驚訝，嘲笑是豆腐渣工程。
2018年9月16日強颱風山竹襲港後，海邊一片頹垣敗瓦。地面行人路損毀嚴重，多處磚塊被衝散，單車徑路面裂開，變成河流。不少樹木被連根拔起，泥沙瘀泥和垃圾遍滿一地，並傳出陣陣臭味。17日早上大批市民到海濱公園觀察災後情況，拿出手機拍攝公園環境。來自智利的外籍女子和數十名市民自發協助重修，清理掉在公園上的雜物。有議員質疑防波堤存在設計缺陷。
其後政府以混凝土重建海濱長廊，復修行人路及單車徑。

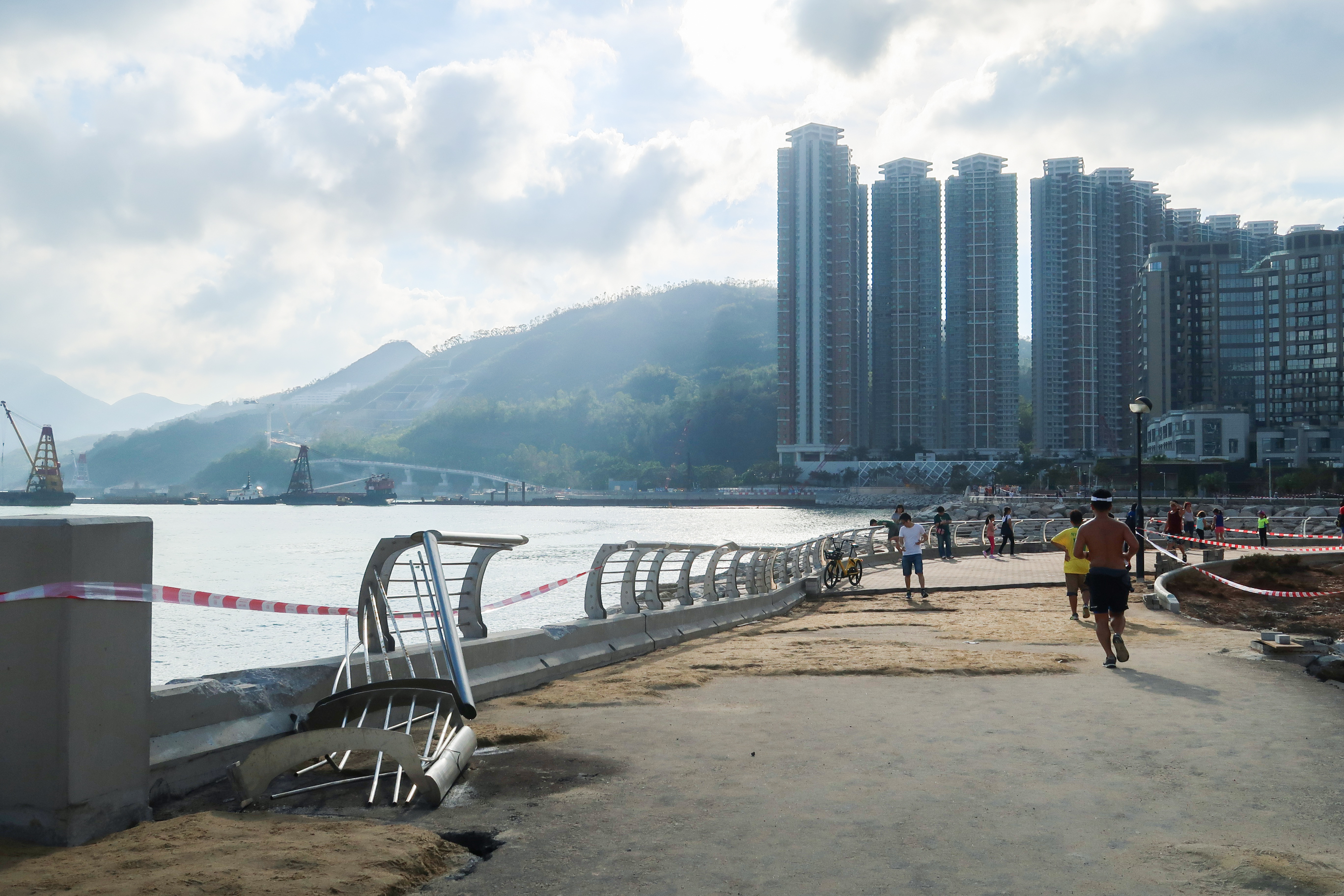
海邊欄河被吹毀
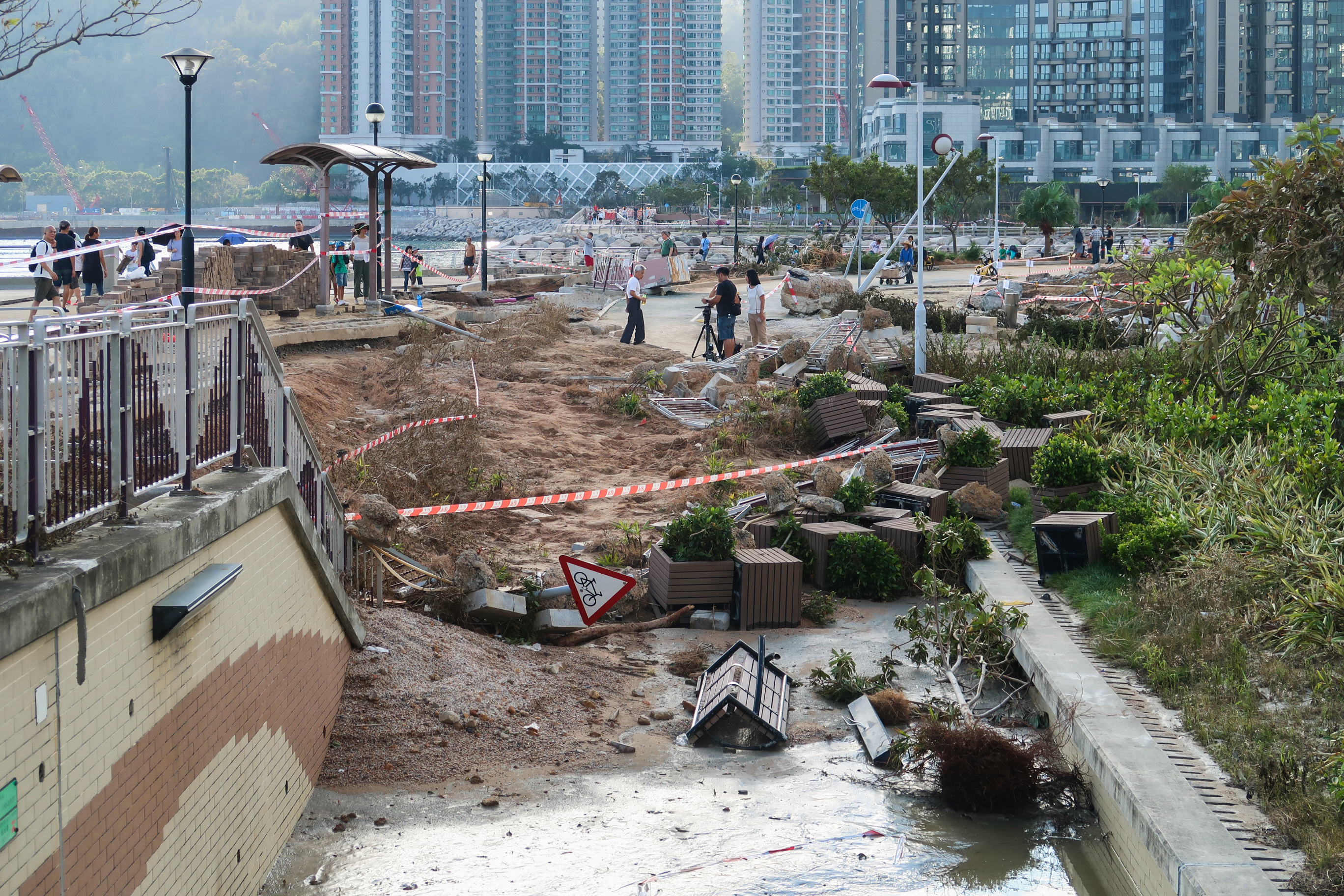
觀景台花盆沖落到單車徑上
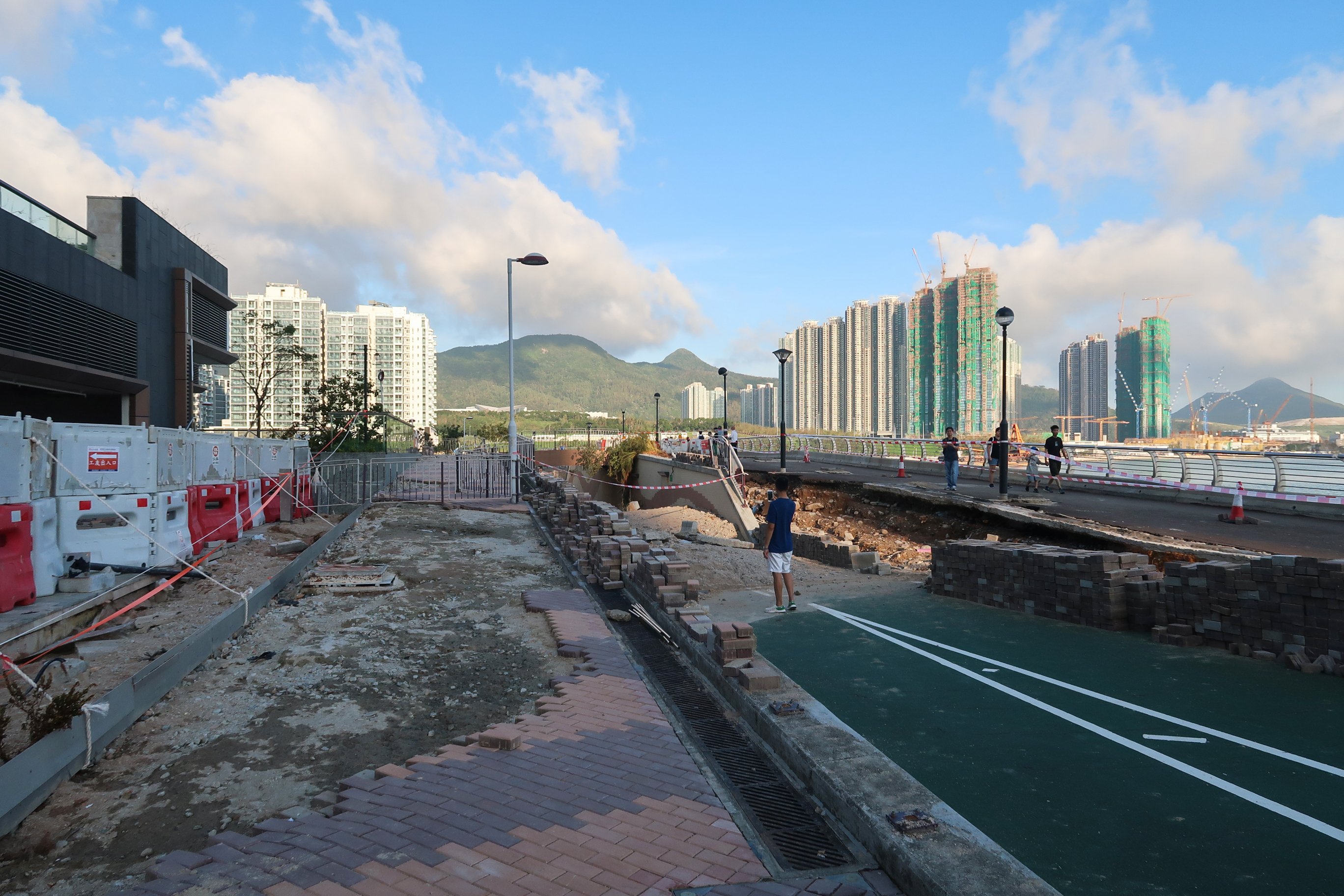
路面磚塊被衝散
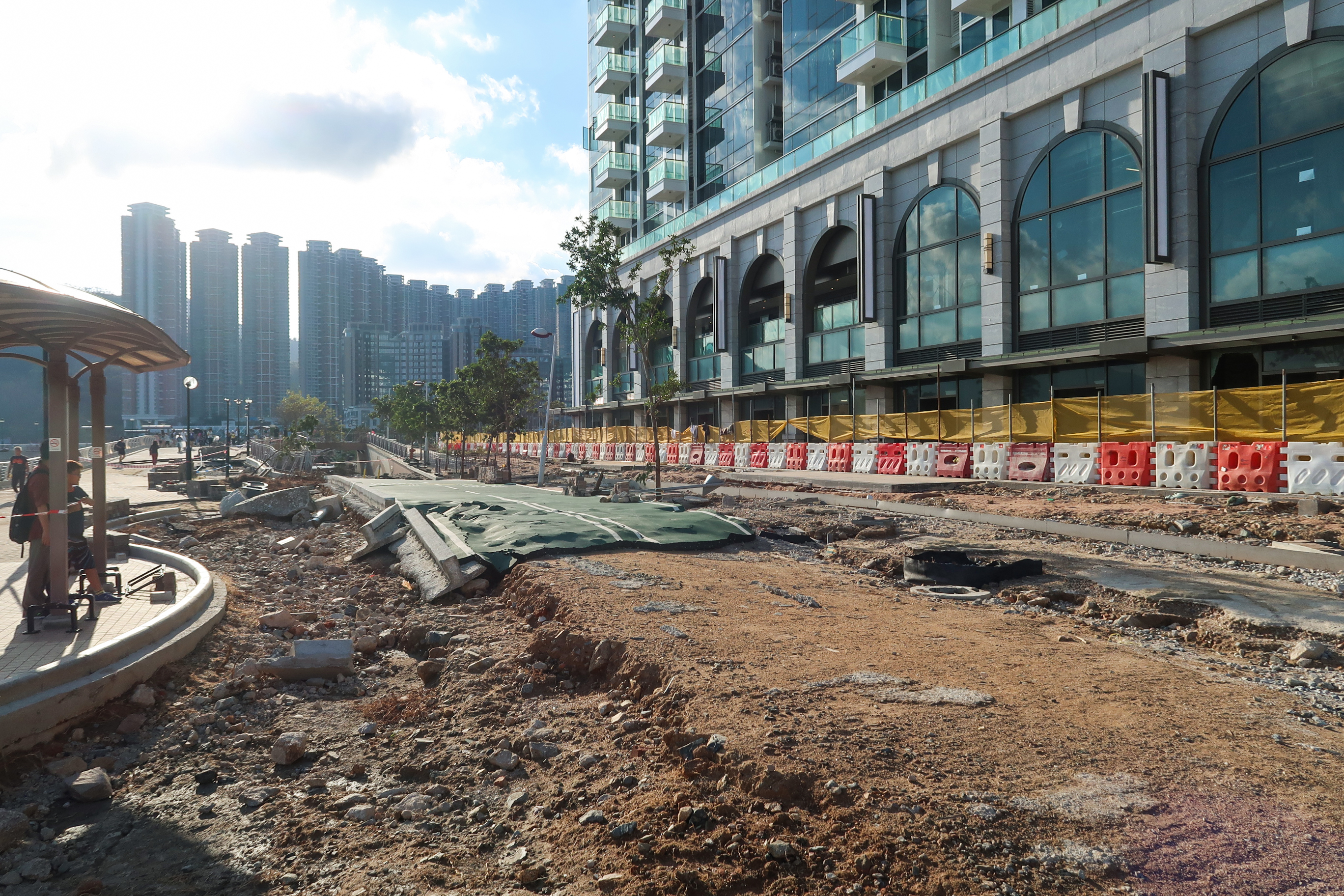
單車徑路面裂開
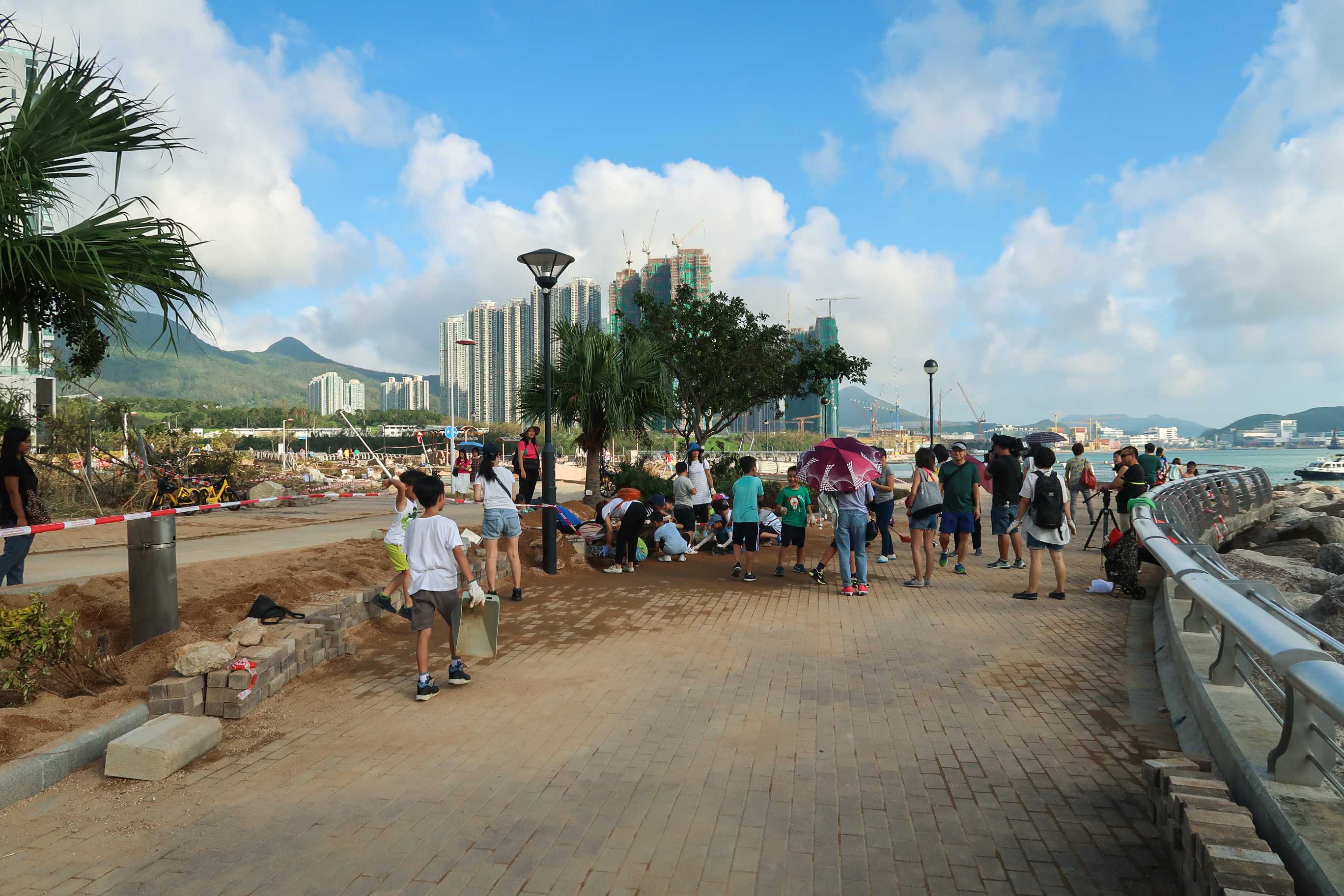
居民自組清潔隊收拾災場，當中逾半為小朋友，協助移好磚塊和清理垃圾雜物

## 外部連結
- 將軍澳海旁單車徑今日啟用 （页面存档备份，存于）